# فيليكس إتش. مان
فيليكس إتش. مان (بالألمانية: Felix H. Man)‏ (و. 1893 – 1985 م) هو مصور، ورسام توضيحي، ومصمم جرافيك، ومصور أخبار ألماني، ولد في فرايبورغ، شارك في دوكومنتا 6 ‏، توفي في لندن، عن عمر يناهز 92 عاماً.

## جوائز
حصل على جوائز منها:

وسام صليب القائد من رتبة استحقاق من جمهورية ألمانيا الاتحادية

## روابط خارجية
- فيليكس إتش. مان على موقع الموسوعة البريطانية (الإنجليزية)